# Kanton Sankt Vith (Belgisk Eifel)
Kanton Sankt Vith eller Belgisk Eifel er både en valgkanton og et lokalt retsområde med en fredsdommer tysk: Wahlkanton og Gerichtsbezirk, fransk: Canton électoral og canton judiciaire, hollandsk: Kieskanton og Gerechtelijk kanton i den østlige del af Belgien (i provinsen Liège i Vallonien). Kantonen består af fem kommuner.
Fra 1815 til 1919 var kantonen en del af Rhinprovinsen i Kongeriget Preussen. Efter 1. verdenskrig blev området en del af Belgien.

## Beliggenhed
Mod syd grænser kantonen op til Storhertugdømmet Luxembourg, mod øst til Forbundsrepublikken Tyskland (Rheinland-Pfalz og Nordrhein-Westfalen), mod nord til Kanton Malmedy, mod vest til komunerne Trois-Ponts og Stavelot samt til den belgiske provins Luxembourg. 

## Sprog
Kantonen er landeligt præget og er forholdsvist tyndt befolket.
Flertallet af indbyggerne i kantonen er tysktalende, mens et mindretal taler fransk. Begge sprog har officiel anerkendelse.

## Kommuner
I kantonen er der fem kommuner: Bütgenbach, Büllingen, Amel, Sankt Vith og Burg-Reuland. 
 Der er for få eller ingen kildehenvisninger i denne artikel, hvilket er et problem. Du kan hjælpe ved at angive troværdige kilder til de påstande, som fremføres i artiklen.